# Jueteng
Jueteng is een populair illegaal gokspel in de Filipijnen. Bij jueteng kan de gokker veel geld winnen door in te zetten op twee de speler gekozen getallen van 1 tot en met 37. Wanneer de twee getrokken getallen overeenkomen met de gekozen getallen wint de gokker een geldbedrag van 800 keer de inzet. Doordat bij jueteng de inzet ongelimiteerd is en aan het spel veelal een grote hoeveelheid gokkers deelneemt gaat er in het spel veel geld om. Hoewel er door de politie zo nu en dan mensen worden opgepakt voor betrokkenheid bij jueteng wordt het spel niet echt aangepakt. Jueteng wordt gedoogd en soms zelfs in bescherming genomen door politici, politie en zelfs de katholieke Kerk. Rondom het spel spelen vele corruptieschandalen. Het bekendste schandaal betreft de aantijgingen waar toenmalig president Joseph Estrada in oktober 2000 mee te maken kreeg toen gouverneur Luis Singson hem beschuldigde van het aannemen van meer dan 500 miljoen peso uit jueteng-opbrengsten. 

## Bron
- (en)  Sheila S. Coronel, Jueteng Republic, Philippine Center For Investigative Journalism (2000)